# Agamerion eupelmoideum
Agamerion eupelmoideum is een vliesvleugelig insect uit de familie Pteromalidae. De wetenschappelijke naam is voor het eerst geldig gepubliceerd in 1925 door Girault.